# Arazede
Arazede ist eine Ortschaft und Gemeinde in Portugal.

## Geschichte
Erstmals in einem Dokument erwähnt wird Arazede zu Zeiten der Grafschaft Coimbra, 1087. Seine ersten Stadtrechte (Foral) erhielt 1514 von König Manuel I. 1781 wird Arazede Kreis (Concelho), der 1840 dem Kreis von Cadima (heute zum Kreis Cantanhede) angeschlossen wurde. Dieser wurde seinerseits 1853 aufgelöst und dem Kreis Montemor-o-Velho zugeordnet.
Im Jahr 2009 wurde die Gemeinde zur Vila (Kleinstadt) erhoben.

## Verwaltung
Arazede ist Sitz einer gleichnamigen (Freguesia) im Kreis (Concelho) von Montemor-o-Velho, im Distrikt Coimbra. In ihr leben 4976 Einwohner auf einer Fläche von 53 km² (Stand 19. April 2021).
Die folgenden Ortschaften liegen in der Gemeinde Arazede:
| - Amieiro - Arazede - Arneiro Tecelão - Arribança - Bebedouro - Bizarros - Bunhosa - Casal do Gaio - Casal Fernandes | - Catarruchos - Faíscas - Gordos - Grilos - Lagoa do Torrão - Linhaceiros - Mata - Meco - Moita Vaqueira | - Murteiro - Pelicanos - Pelichos - Piorno - Resgatados - Tojeiro - Vila Franca - Volta da Tocha - Zambujeiro |

## Wirtschaft
Von besonderer Bedeutung ist die Landwirtschaft (Mais, Gemüse), insbesondere die Viehwirtschaft. Dazu bieten Verwaltung, soziale Einrichtungen und einige kleine bis mittlere Betriebe (Logistik, Handel, Metallverarbeitung, Nahrungsmittelindustrie) Beschäftigung. Im April 2012 verkündete Landwirtschaftsministerin Assunção Cristas hier die Förderung von Viehzüchtern an. Mit dem Parque Logístico e Industrial de Arazede ist außerdem ein größeres Gewerbegebiet in Planung.

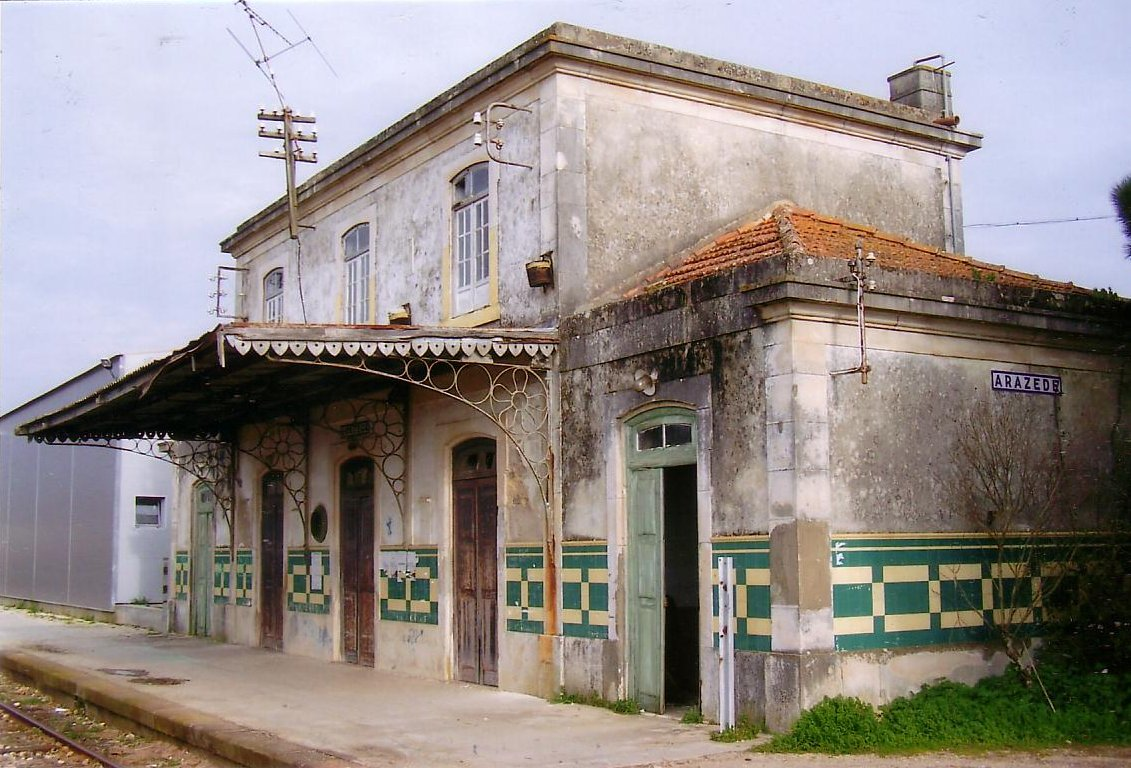
Der Bahnhof von Arazede

## Verkehr
Bis zur Aussetzung des Ramal da Figueira da Foz 2009 war die Gemeinde mit dem Bahnhof Arazede und dem Haltepunkt Bebedouro an das Eisenbahnnetz angebunden. Der Abschluss der Erneuerungsarbeiten und die Wiedereröffnung der Strecke sind angesichts der Finanzkrise des Landes bis auf Weiteres aufgeschoben.